# Il mare d'erba
Il mare d'erba (The Sea of Grass) è un film del 1947 diretto da Elia Kazan e tratto da The sea of Grass, il primo romanzo di Conrad Richter (1937). È noto anche col titolo Mare d'erba.

## Trama
Nel 1880 un proprietario terriero del Nuovo Messico, il colonnello James Brewton, sposa la bella Lutie Cameron, proveniente da una famiglia borghese di St. Louis. Successivamente la donna ha una bimba, però soffre estremamente la solitudine di quella splendida ma immensa prateria e dopo un paio d'anni la coppia decide di separarsi per un periodo di tempo, lasciando la figlia a casa. È proprio durante questa separazione che Lutie resta incinta del giudice "nemico" del colonnello...il tradimento è occasionale, ma è purtroppo sufficiente, però le fa anche comprendere che non può vivere lontana da suo marito. Torna così da lui, sinceramente intenzionata a confessargli il tradimento; l'uomo la riaccoglie a braccia aperte e lei non riesce più a trovare il coraggio di parlare. Stavolta la donna ha un bimbo, ma nel frattempo James ha ormai intuito tutto e dopo circa due anni Lutie si vede costretta a raccontargli l'accaduto. Così il marito, pur amandola, l'allontana, la donna torna a St. Louis, mentre i due bimbi restano col colonnello. Lutie tornerà da lui solo dopo una ventina d'anni, alla morte del figlio.